# TT246
La tombe thébaine TT 246 est située à El-Khokha, dans la nécropole thébaine, sur la rive ouest du Nil, face à Louxor en Égypte.
C'est la tombe d'un scribe dénommé Senenrê.